# فیناله امیلیا
فیناله امیلیا (به ایتالیایی: Finale Emilia) یک کومونه در ایتالیا است که در استان مودنا واقع شده‌است.

## خصوصیات
فیناله امیلیا ۱۰۴٫۷ کیلومترمربع مساحت و ۱۵٬۶۸۷ نفر جمعیت دارد و ۱۵ متر بالاتر از سطح دریا واقع شده‌است.

## خواهرخوانده
شهرهای Grézieu-la-Varenne، Villa Sant'Angelo و فورمیجینه خواهرخوانده‌های فیناله امیلیا هستند.